# Bărdarski geran
Bărdarski geran (bulgariska: Бърдарски геран) är ett distrikt i Bulgarien.   Det ligger i kommunen Obsjtina Bjala Slatina och regionen Vratsa, i den nordvästra delen av landet, 110 km nordost om huvudstaden Sofia.